# サレン
サレン (英: salen) とは、有機化合物の一種で、有機金属化学の分野で配位子としてしばしば用いられる化合物である。2分子のサリチルアルデヒドと1分子のエチレンジアミンとが脱水縮合したシッフ塩基（イミン）である。広義には、サレンの骨格上に置換基が導入された各種誘導体を含むこともある。
サレン（salen）の名称は、サリチルの「sal」と、エチレンジアミンの略称「en」を合わせたものに由来する。

## 合成
エタノールなどの溶媒中、サリチルアルデヒドとエチレンジアミンを 2:1 のモル比で混ぜて穏やかに加熱すれば、脱水縮合が起こりサレンを簡単に得ることができる。サレンの誘導体についても同様の手法で合成できる。アンモニウムを基質とする場合は、中和のためにあらかじめ塩基を加えておく。

## サレン錯体

サレン錯体（M は金属）

サレンはさまざまな金属に対し、キレート性の4座配位子としてはたらく。また、適当な基質を選ぶことで、キラリティを持たせたり、電気的、立体的な性質を調節することができる。そのため、有機金属化学においてサレンを配位子とする錯体（サレン錯体）は、特に不斉合成、酸化反応などにおける触媒としての研究が盛んに行われている。特にエリック・ジェイコブセンや香月勗による不斉エポキシ化反応が有名である。
サレン錯体は、サレンに金属の塩を加えるか、あるいは上述したサレンの合成の際に金属の酢酸塩などを加えておけば得ることができる。